# أواني نوزي

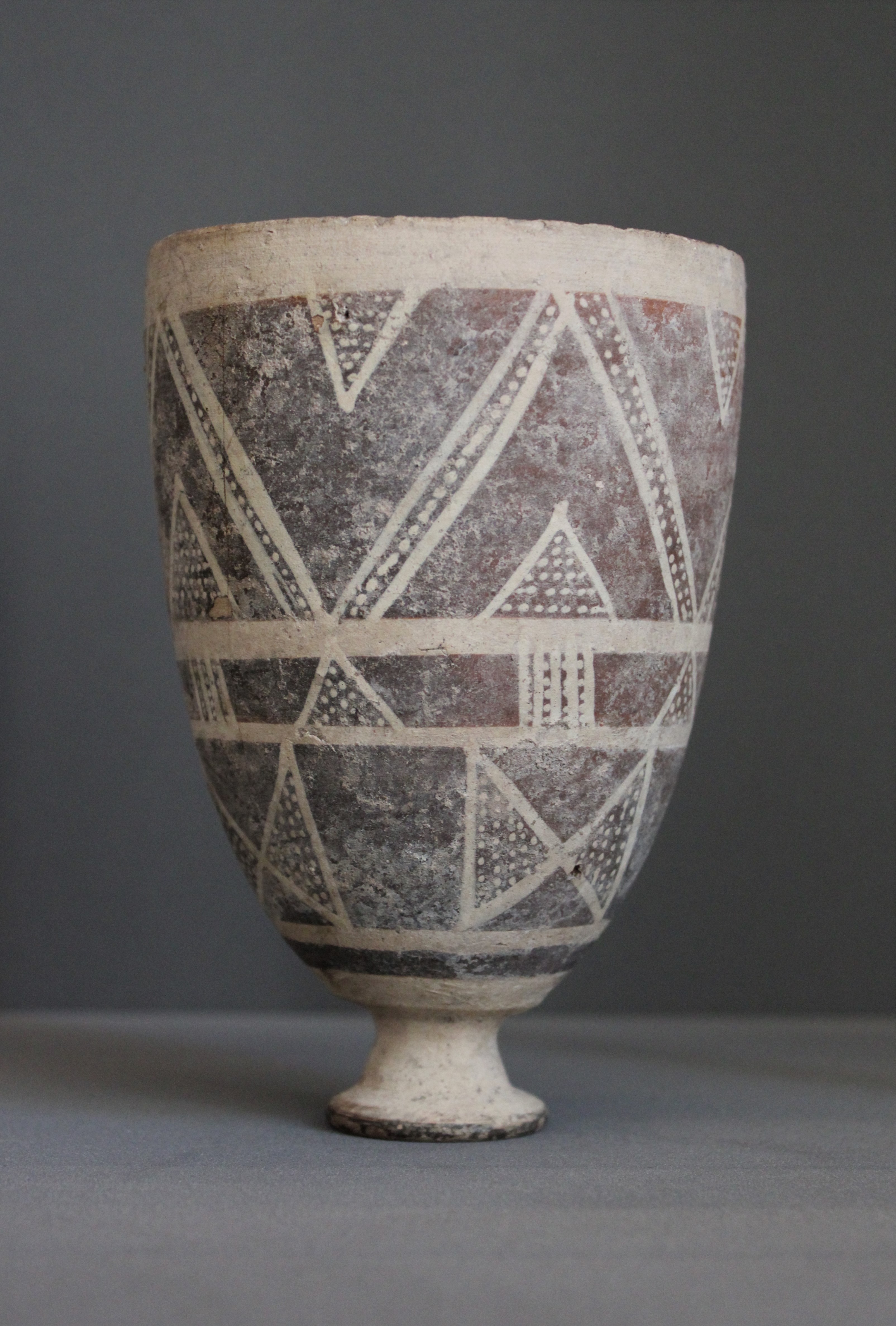
كأس نوزي ملون من تل جيغان (العراق)

أواني نوزي (بالإنجليزية: Nuzi ware)‏ هي نوع من أواني الخزف الذي يرتبط بشكل خاص بمملكة ميتاني الحورية في بلاد الرافدين (القرن الخامس عشر إلى أوائل القرن الثالث عشر قبل الميلاد). تم العثور عليها لأول مرة في نوزي، في العراق الحديث. كان هذا الفخار الملون يوجد في الغالب في سياق اجتماعي راقي.

## التوزع
عادة ما توجد اواني نوزي من وادي نهر العاصي في الغرب، حتى بابل في الشرق. تم العثور أيضًا على عينات في مدينة قطنا في الجنوب، وهي مدينة تقع خارج نطاق نفوذ مملكة ميتاني، مما يشير إلى أن أواني خزف نوزي كانت تستخدم أيضًا كسلع تجارية.
معظم فخار العصر البرونزي في الشرق الأوسط غير مزخرف. لذلك سرعان ما أثارت أواني نوزي المزينة بأناقة وبأشكالها الدقيقة اهتمامًا خاصًا بين العلماء والباحثين.

## تطور الأواني
تسبق أواني الخابور الأقدم بكثير أواني نوزي في هذا المجال العام، وكانت هذه في الغالب غير مزخرفة أو ذات زخارف هندسية بسيطة، وقد أثرت على اواني نوزي إلى حد ما. تتزامن المرحلة الرابعة والأخيرة من أواني الخابور (حوالي 1500 قبل الميلاد) بشكل عام مع أواني نوزي.
تحتفظ أواني نوزي ببعض أشكال أواني الخابور ، كما أن الزخارف المميزة لطيور نوزي لها بعض الأسبقية في أواني الخابور. توجد أواني الخابور في تل براك بالتوازي مع أواني نوزي المطلية باللون الأبيض على الغامق، والتي استمرت بعد اختفاء أواني الخابور في هذا الموقع.

## الأوصاف

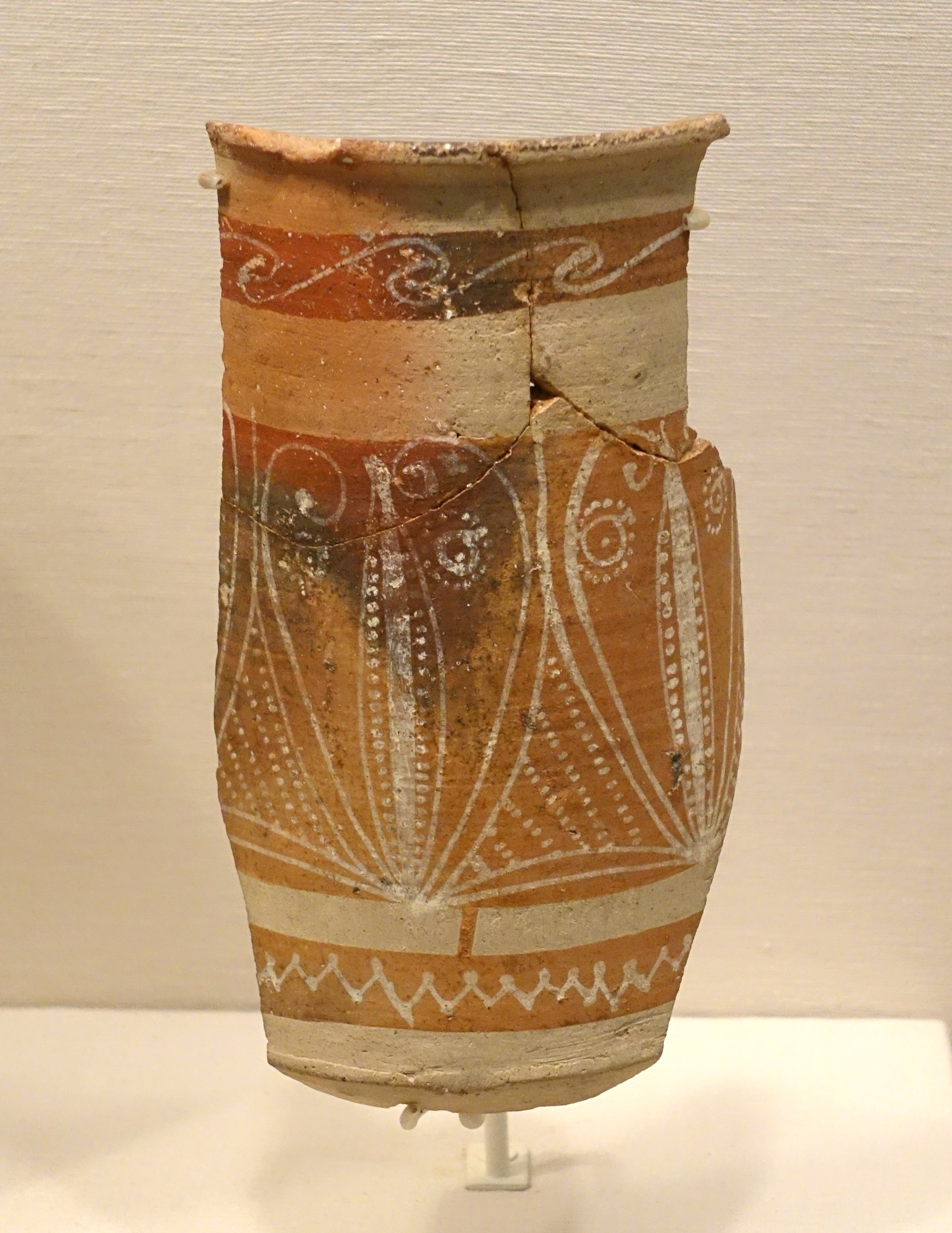
كأس نوزي ملون من تل طعينات، 1600-1200 قبل الميلاد - متحف المعهد الشرقي، جامعة شيكاغو

تعتبر الأنماط البيضاء المطلية على خلفية داكنة نموذجية لهذه الأواني. يمكن أن تكون الخلفية من البني الداكن إلى الأسود. تم توثيق العديد من الأشكال الخزفية، لكن الأواني والأقداح الطويلة والنحيلة تحظى بشعبية خاصة. هذه الأشكال من الأواني لها تقليد طويل في سوريا وبلاد الرافدين، لذلك يبدو أن هذا يشير إلى أن الأواني النوزي تمثل تطورًا محليًا في شمال بلاد ما بين النهرين. يمكن أيضًا إرجاع الزخارف السطحية إلى نماذج بلاد الرافدين.
ظهرت العديد من الأمثلة على هذا الخزف المزخرف بزخارف نباتية خاصة في ألالاخ (تل أثشانة الحديثة). من ناحية أخرى، تم توثيق المزيد من الأنماط الهندسية في نوزي نفسها. مع ذلك، تم توثيق أنماط الأزهار أيضًا في شرق منطقة ميتاني، وإن لم يكن بنفس الدرجة. ربما تأثرت الزخارف الزهرية بخزف مينوسية.
اقترح عالم الآثار ماكس مالوان اسم «أواني نوزي» في عام 1948. قبل ذلك، كان هذا النمط الخزفي يُعرف باسم «الأواني الحورية». من أجل عدم تحديد الخزف مع أي مجموعة عرقية واحدة، يُفضل الآن مصطلح أكثر حيادية.